# Frédéric-Auguste Ier d'Oldenbourg
Pour les articles homonymes, voir Frédéric-Auguste.
Frédéric-Auguste Ier (château de Gottorf, 20 septembre 1711 - Oldenbourg, 6 juillet 1785) est un prince allemand. Il est prince-évêque laïc de Lübeck de 1750 à sa mort, ainsi que comte puis duc d'Oldenbourg à partir de 1773.

## Biographie
Frédéric-Auguste est le sixième enfant de Christian-Auguste de Holstein-Gottorp et de son épouse Albertine-Frédérique de Bade-Durlach. Il est le frère cadet du roi Adolphe-Frédéric de Suède et l'oncle de la tsarine Catherine II de Russie.
Frédéric-Auguste devient prince-évêque de Lübeck en 1750. À la suite du long procès relatif à la succession d'Antoine II d'Oldenbourg, le comté d'Oldenbourg est échangé contre le duché de Holstein entre le Danemark (le roi Christian VII était comte d'Oldenbourg et de Delmenhorst) et la Russie (son cousin le tsar Paul Ier était duc de Holstein-Gottorp, au traité de Tsarskoïe Selo en 1772. Paul Ier transfère ses comtés à son cousin Frédéric-Auguste de Holstein-Gottorp. L'empereur Joseph II autorise cette concession et lui accorde le titre de duc d'Oldenbourg. Sa descendance le conserve jusqu'en 1823.

## Mariage et descendance
Frédéric-Auguste épouse la princesse Ulrique-Frédérique de Hesse-Cassel (31 octobre 1722 – 28 février 1787), fille du prince Maximilien de Hesse-Cassel et petite-fille du landgrave Charles de Hesse-Cassel, le 21 novembre 1752 à Cassel. Ils ont trois enfants :
- Pierre-Frédéric-Guillaume (3 janvier 1754 – 2 juillet 1823), duc d'Oldenbourg ;
- Louise-Caroline (2 octobre 1756 – 31 juillet 1759) ;
- Hedwige-Élisabeth-Charlotte (22 mars 1759 – 20 juin 1818), épouse en 1774 son cousin le futur roi Charles XIII de Suède.